# Paris i det 20. århundrede
Paris i det 20. århundrede – (fransk: Paris au XXème siècle) – er en science fiction-roman af den franske forfatter Jules Verne. Romanen er skrevet i 1860, men manuskriptet blev afvist af forlæggeren og derfor gemt væk i et pengeskab. Manuskriptet blev først genopdaget mere end 100 år senere og udgivet på originalsproget fransk i 1994.
Bogen handler om en ung mand som lever i et teknologiseret Paris hundrede år efter, at romanen er forfattet. Verden er blevet kold, og enhver form for kulturel udfoldelse er bandlyst. Handlingen foregår i året 1960 og tegner et uhyggeligt og pessimistisk billede af fremtiden.